# Provisional IRA East Tyrone Brigade
Die East Tyrone Brigade (auch Tyrone Brigade) der Provisional Irish Republican Army (IRA) war eine der aktivsten und berüchtigtsten IRA-Einheiten während des Nordirlandkonfliktes. Es wird vermutet, dass ihre Mitglieder größtenteils aus den östlichen Gegenden der Grafschaft Tyrone stammten. Diese ländliche Gegend Nordirlands ist katholisch-nationalistisch dominiert und hat eine lange irisch-republikanische Tradition. Es gab aber auch viele Mitglieder aus den anderen Teilen Tyrones, aus dem Norden der Grafschaft Monaghan, aus dem Südosten der Grafschaft Londonderry, aus dem Nordwesten der Grafschaft Armagh und aus dem Norden der Grafschaft Fermanagh. Diese zum Teil nahe der inner-irischen Grenze liegenden Gebiete bildeten auch den Aktionsradius der Brigade bei ihren Anschlägen und Überfällen.
Laut der Sutton-Datenbank des Projekts CAIN (Conflict Archive on the Internet) der University of Ulster waren unter den über weit 200 von der East Tyrone Brigade getöteten Menschen ungefähr 80 Zivilisten, 100 Soldaten der britischen Armee sowie 40 Polizeibeamte der Royal Ulster Constabulary (RUC). Im gleichen Zeitraum wurden 53 Mitglieder der Brigade getötet.

## Loughgall

Wandmalerei zum Gedenken an die sogenannten acht Loughgall-Märtyrer

Als eine Gruppe von acht Freiwilligen der East Tyrone Brigade während ihres Angriffes auf die Polizeistation der RUC in Loughgall am 8. Mai 1987 bei einem Hinterhalt der britischen Spezialeinheit Special Air Service (SAS) getötet wurden, war dies der größte Einzelverlust der IRA an Menschenleben seit den 1920er Jahren und ist als Loughgall ambush in die Geschichte eingegangen. Obwohl fast die gesamte Führung der Brigade bei dem SAS-Hinterhalt starb, hatte er jedoch keinen nennenswerten Langzeiteffekt auf die Intensität der IRA-Aktivitäten in East Tyrone. In den zwei Jahren vor dem Loughgall ambush tötete die IRA sieben Menschen in East Tyrone und North Armagh, und 11 in den zwei Jahren nach dem Hinterhalt.
Der Brigade gelang sogar am 11. Februar 1990 für die IRA ein seltener Abschuss eines britischen Armeehelikopters nahe Clogher, Grafschaft Tyrone. So etwas hatte vorher und nachher ansonsten nur die South Armagh Brigade geschafft.
Trotz der hohen Verluste blieb die Brigade bis zum Waffenstillstand 1994 eine der aktivsten IRA-Einheiten und setzte die britischen Sicherheitskräfte in der Region noch immer unter Druck. Die Einheit verübte seit 1992 insgesamt acht Mörserangriffe gegen Einrichtungen der britischen Sicherheitskräfte und war auch für sechzehn Bombenanschläge und Schießereien verantwortlich. Während desselben Zeitraumes tötete sie dabei vier Mitglieder der Sicherheitskräfte.